# 井畑翔太郎
井畑 翔太郎（いはた しょうたろう、1987年2月12日 - ）は、静岡県出身の元サッカー選手。ポジションはフォワード。

## 経歴
静岡県出身のFWで、静岡産業大学へ進学し、2009年にJリーグ所属のロアッソ熊本に加入した。
2010年シーズンをもって契約満了により退団、アルビレックス新潟シンガポールへ移籍した。
2011年シーズンは得点ランク3位に入る活躍を見せ、同年にホーム・ユナイテッドへ移籍。2013年はゲイラン・ユナイテッドFCにてプレー。
その後はミャンマーのクラブを経て、2015年にアルビレックス新潟シンガポールへ復帰。同年3月20日に行われたSリーグ第4節・バレスティア・カルサFC戦で決めたゴールによりSリーグアウォーズ最優秀ゴール賞を受賞した。同シーズンをもって現役引退。

## 所属クラブ
- 浜松JFC[7]
- ジュビロ浜北[7]
- 2002年 - 2004年 静岡県立浜北西高等学校
- 2005年 - 2008年 静岡産業大学
- 2009年 - 2010年 ロアッソ熊本
- 2011年 アルビレックス新潟シンガポール
- 2012年 ホーム・ユナイテッド
- 2013年 ゲイラン・インターナショナルFC
- 2014年 サザン・ミャンマーFC
- 2015年 アルビレックス新潟シンガポール

## 個人成績
| 国内大会個人成績 | 国内大会個人成績   | 国内大会個人成績 | 国内大会個人成績 | 国内大会個人成績 | 国内大会個人成績 | 国内大会個人成績 | 国内大会個人成績 | 国内大会個人成績 | 国内大会個人成績 | 国内大会個人成績 | 国内大会個人成績 |
| 年度             | クラブ             | 背番号           | リーグ           | リーグ戦         | リーグ戦         | リーグ杯         | リーグ杯         | オープン杯       | オープン杯       | 期間通算         | 期間通算         |
| 年度             | クラブ             | 背番号           | リーグ           | 出場             | 得点             | 出場             | 得点             | 出場             | 得点             | 出場             | 得点             |
| 日本             | 日本               | 日本             | 日本             | リーグ戦         | リーグ戦         | リーグ杯         | リーグ杯         | 天皇杯           | 天皇杯           | 期間通算         | 期間通算         |
| ---------------- | ------------------ | ---------------- | ---------------- | ---------------- | ---------------- | ---------------- | ---------------- | ---------------- | ---------------- | ---------------- | ---------------- |
| 2009             | 熊本               | 14               | J2               | 13               | 0                | -                | -                | 0                | 0                | 13               | 0                |
| 2010             | 熊本               | 14               | J2               | 16               | 2                | -                | -                | 0                | 0                | 16               | 2                |
| シンガポール     | シンガポール       | シンガポール     | シンガポール     | リーグ戦         | リーグ戦         | リーグ杯         | リーグ杯         | シンガポール杯   | シンガポール杯   | 期間通算         | 期間通算         |
| 2011             | 新潟S              | 11               | Sリーグ          | 33               | 22               | 4                | 0                | 5                | 3                | 42               | 25               |
| 2012             | ホーム・U          | 9                | Sリーグ          | 22               | 10               | 3                | 0                | 3                | 0                | 28               | 10               |
| 2013             | ゲイラン           |                  | Sリーグ          | 21               | 1                | 2                | 0                | 2                | 0                | 25               | 1                |
| ミャンマー       | ミャンマー         | ミャンマー       | ミャンマー       | リーグ戦         | リーグ戦         | リーグ杯         | リーグ杯         | オープン杯       | オープン杯       | 期間通算         | 期間通算         |
| 2014             | サザン・ミャンマー |                  | MNL              | 12               | 3                | 0                | 0                | -                | -                | 12               | 3                |
| シンガポール     | シンガポール       | シンガポール     | シンガポール     | リーグ戦         | リーグ戦         | リーグ杯         | リーグ杯         | シンガポール杯   | シンガポール杯   | 期間通算         | 期間通算         |
| 2015             | 新潟S              | 11               | Sリーグ          | 20               | 1                | 4                | 0                | 3                | 1                | 27               | 2                |
| 通算             | 日本               | 日本             | J2               | 29               | 2                | -                | -                | 0                | 0                | 29               | 2                |
| 通算             | シンガポール       | シンガポール     | Sリーグ          | 96               | 34               | 13               | 0                | 13               | 4                | 122              | 38               |
| 通算             | ミャンマー         | ミャンマー       | MNL              | 12               | 3                | 0                | 0                | -                | -                | 12               | 3                |
| 総通算           | 総通算             | 総通算           | 総通算           | 137              | 39               | 13               | 0                | 13               | 4                | 163              | 43               |

- Jリーグ初出場 - 2009年（平成21年）3月8日 J2 第1節 対ザスパ草津戦(熊本県民総合運動公園陸上競技場)
- Jリーグ初得点 - 2010年（平成22年）3月14日 J2 第2節 対東京ヴェルディ1969戦 (味の素スタジアム)

## 受賞歴
- 2008年（平成20年） - 東海大学リーグ 得点王